# 近鉄吉野線
吉野線（よしのせん）は、奈良県橿原市の橿原神宮前駅から奈良県吉野郡吉野町の吉野駅までを結ぶ近畿日本鉄道（近鉄）の鉄道路線。
駅ナンバリング等で使われる路線記号は、直通運転している南大阪線と同じF。ただし、番号部分は京都線・橿原線からの通し番号（京都駅を01とみなす）になっている。
大阪・京都から飛鳥、桜で名高い吉野を結ぶ路線である。南大阪線の大阪阿部野橋駅から吉野駅まで急行や「さくらライナー」、観光特急「青の交響曲」などの特急が直通運転されている。
吉野線にはローカル線の加算運賃が適用されている。また、橿原神宮前駅 - 壺阪山駅間の各駅でスルッとKANSAIカードが利用できた。吉野口駅と薬水駅を除く各駅でも自動券売機設置駅では切符を買う時のみスルッとKANSAIカードが使用できるが、自動精算機が設置されておらず降車時に利用できないため、公式にはエリアには入っていなかった。なお、2007年4月1日からサービスを開始したICカード「PiTaPa」「ICOCA」は全線で利用できる。また2013年3月23日から「Suica」などの全国相互利用IC乗車カードも利用可能となっている。

## 路線データ
- 路線距離（営業キロ）：25.2 km
- 軌間：1067mm
- 駅数：16駅（起終点駅含む）
- 複線区間：なし（全線単線）
- 電化区間：全線電化（直流1500V）
- 閉塞方式：自動閉塞式
- 最高速度：100 km/h[1]

全線、大阪統括部（旧天王寺営業局）の管轄である。

## 沿線概況
橿原神宮前駅では、定期列車は西側にある4・5番のりばから発車するが、橿原線ホームから発車する貸切列車との乗り換えが必要な貸切列車や橿原神宮前始発の臨時列車などは、東側にある0番のりばを使用している。橿原神宮前駅を南下すると壺阪山駅までは国道169号と並走する。住宅地をくぐり抜けてまず岡寺駅を出ると、右にカーブして明日香村の玄関口である飛鳥駅、そのまま南下をすると壺阪山駅である。

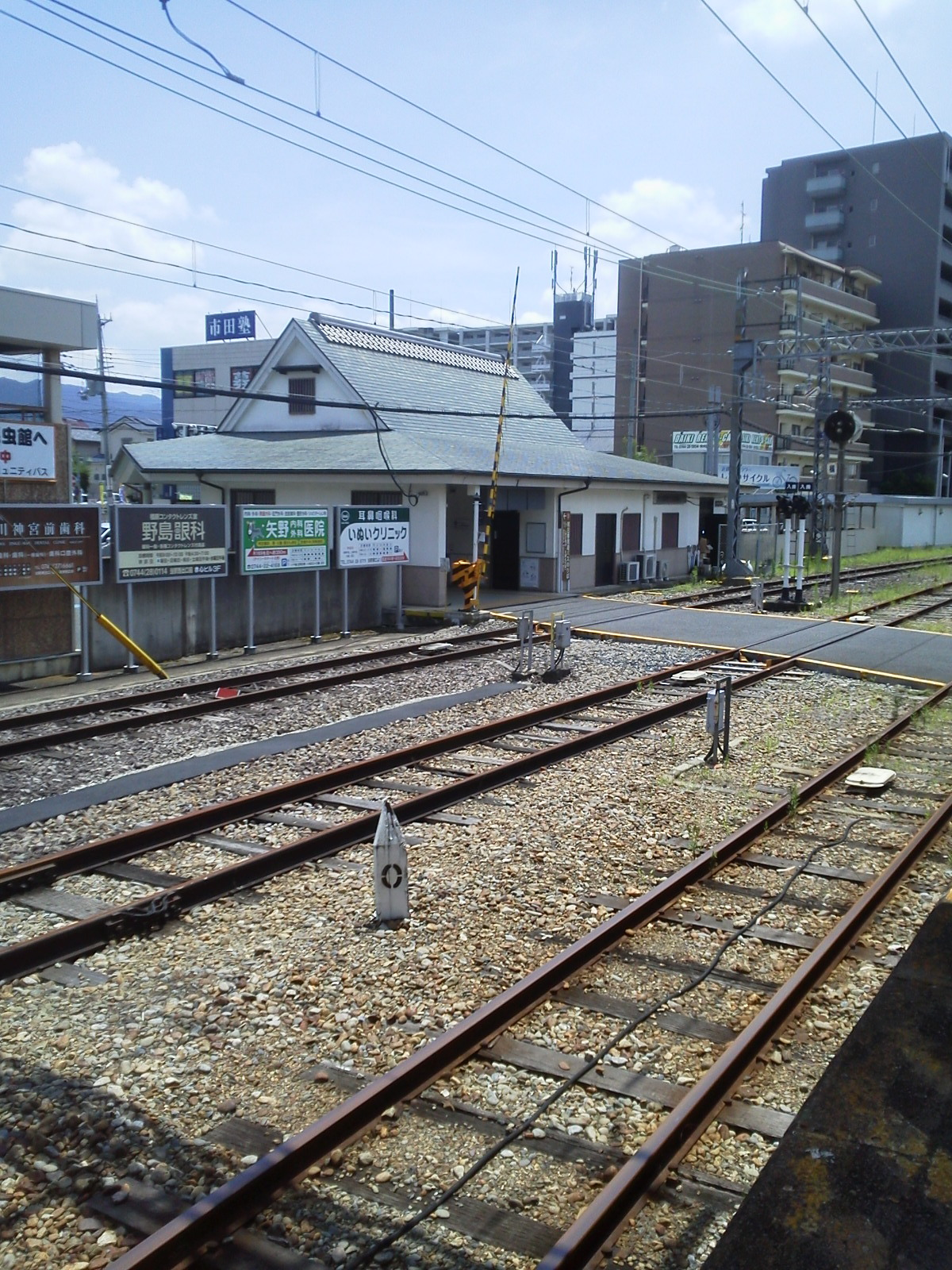
橿原神宮前駅0番のりばに設置されている当線の0kmポスト

壺阪山駅からは進路を西に変え、国道169号と一旦別れる。田圃の真ん中を進み左にカーブすると市尾駅、その先で再び左にカーブすると、葛駅を越えた先までしばらく直線が続き、この区間では特急が最高速度100km/hで運転することができる。曽我川を渡ると右手から和歌山線が合流してそのまま吉野口駅まで並走する。
国道309号の高架橋を潜って和歌山線と一度別れるが、薬水駅で再び和歌山線と接近する。薬水駅は乗降客数が奈良県内の近鉄線の駅で最も少ない。左右に連続するカーブを抜けて進むと駅前が大規模に宅地開発された福神駅、トンネルを潜って南下し大阿太駅と続くと、左にカーブして東進し、右手に吉野川を眺めながら下市口駅に着く。下市口駅からは、大峯山のある天川村洞川方面へのバスも発着している。下市口駅を出た先から、壺阪山駅で別れた国道169号と並走をはじめる。壺阪山駅 - 下市口駅間は、線形が西側の御所市内にある吉野口駅を一旦経由して四角形の三辺を通る格好になっているのに対し、国道169号はほぼ直線に南下しているため、「車よりはるかに遅い」と言われることもある。

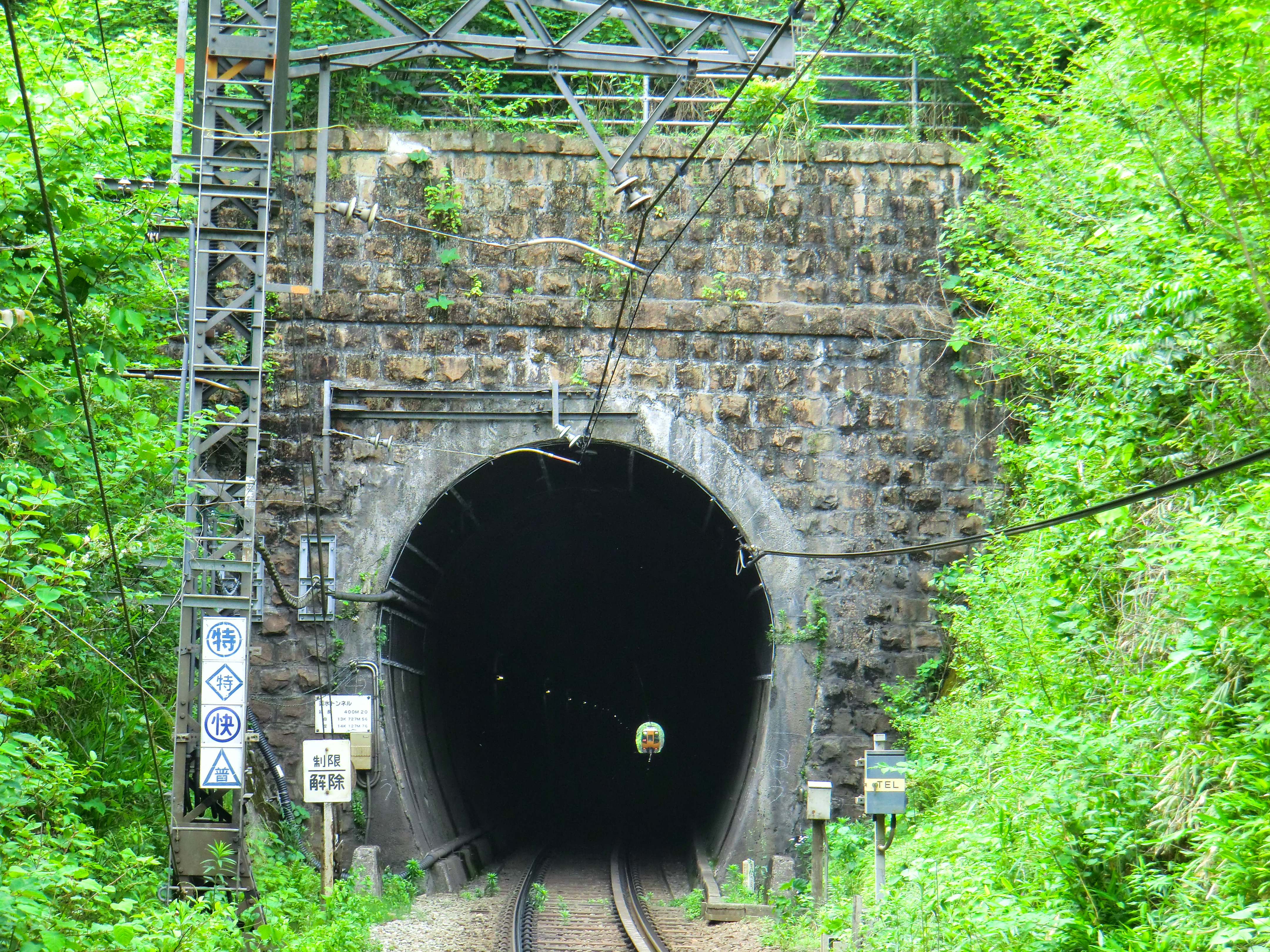
薬水トンネル（大阿太駅側）

日中に特急の列車交換が行われている越部駅に続く六田駅は、古市検車区六田車庫が併設されている。六田駅はかつて吉野駅と名乗り、吉野線の終点であった。吉野駅を名乗っていた時のホームは、六田駅を出た先の南側にあり、車庫の留置線として使用されている。国道169号を越えて山側に移り、トンネルを3つ抜けると大台ヶ原への最寄り駅である大和上市駅に到着する。

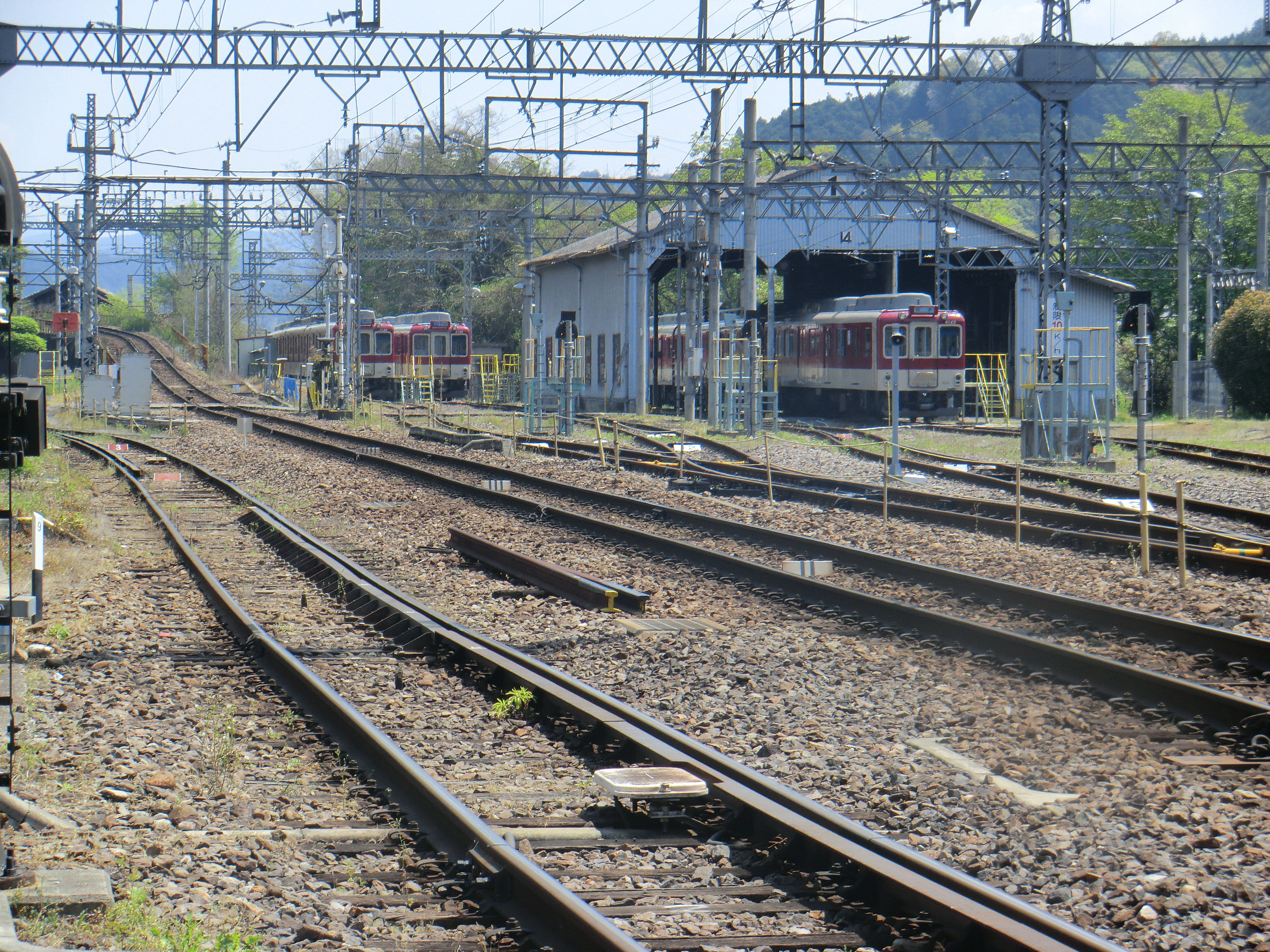
六田車庫

橿原神宮前駅から下市口駅 - 大和上市駅へは奈良交通バスも利用可能であるが、昼間はバスよりも各駅に停車する急行の方が所要時間が長い。時間帯は限られるが、橿原神宮前駅において吉野ゆき特急と大和上市駅方面行きのバスが1 - 2分の差で発車することがあり、近鉄特急の方が料金が高いにもかかわらず、行楽シーズンを除けば六田駅・大和上市駅への到着時刻にほとんど差はない。
大和上市駅を発車してすぐに右へカーブすると、吉野線の一番の見せ場である吉野川を渡る。吉野神宮駅から周囲に山が迫り始めてしばらく進むと、終点吉野駅に到着する。

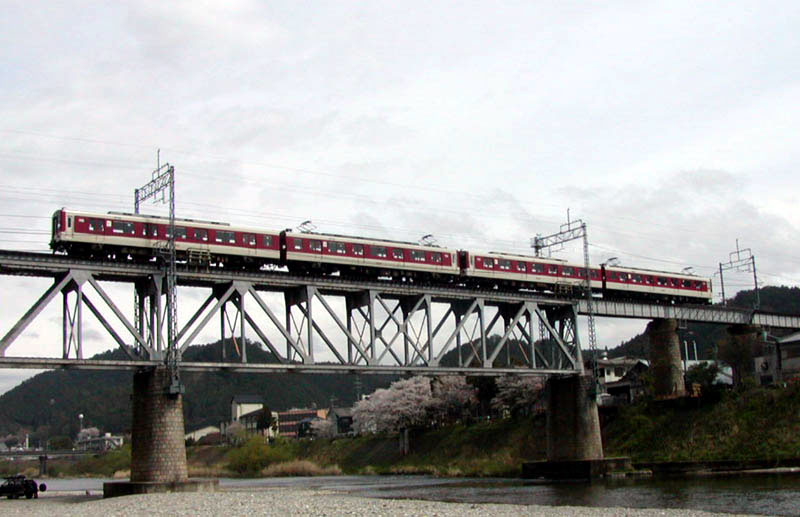
吉野川橋梁を渡る6400系電車
（大和上市駅 - 吉野神宮駅間）

## 運行形態
ほとんどの急行と特急が南大阪線と直通運転している。特急はほぼ終日運行、吉野線内では各駅に停車する急行列車は朝と夕方から夜にかけて運転され、昼間時間帯は普通列車（南大阪線内は大阪阿部野橋行き準急もしくは古市行普通として直通運転）が、ほかの普通・準急列車は朝と夜を中心に運転される。橿原神宮前から吉野への所要時間は特急で約40分、急行・普通列車で約50 - 55分であるが、対向列車待ちの少ない一部の急行・普通列車は特急とほとんど変わらない40分強の所要時間で走る列車もある。1998年のダイヤ変更では、平日ダイヤでは特急が1時間に1本しか走らない日中の時間帯に、1時間2本ある上り急行のうち1本の対向待ちの時間を極力詰め、最大で8分ほど所要時間が短縮された列車があったが、ダイヤが不等間隔になることや特急停車駅が増えたこともあり1年で元に戻された。なお、1990年までは大阪阿部野橋駅 - 吉野駅間を直通する日中の急行が1時間に1本の割合の運転であったため、準急も同様に1時間に1本の割合で吉野駅まで直通運転されていたが、同年3月のダイヤ変更に伴い吉野駅直通の準急は吉野駅発着の急行と橿原神宮前駅発着の準急に分離する形に再編された。2012年3月20日ダイヤ変更以降は土休日の下り1本、上り2本のみの運転となっている。かつては日中の時間帯も南大阪線直通の急行を運転していたが、2021年7月3日のダイヤ変更で日中の列車は吉野線内は普通、南大阪線内は区間急行または準急（古市行き普通として直通する場合もある）で直通運転する形に変更された。
南大阪線の最大両数は8両であるのに対し、吉野線の最大両数は4両であることから、特急・急行は平日ダイヤの朝夕を中心に橿原神宮前駅で車両の増・解結を行う列車が多い。
区間急行は2011年3月13日まで、土休日ダイヤの吉野発大阪阿部野橋行き1本のみ、早朝に設定されていた。なお、大阪阿部野橋駅から吉野方面の最終列車と平日のその前の列車は、橿原神宮前行きの区間急行で運転され、橿原神宮前駅から吉野行き普通として運転されている。これは吉野線に区間急行が乗り入れたのが2003年と近年のことであったため、当時の車両の方向幕に「区間急行 吉野」の表示がなかったためである（ただし「区間急行 下市口」の表示がある）。区間急行は乗り入れ廃止後も駅や車内に掲出の停車駅案内では吉野線の駅も運転区間に含めて掲載され続けていたが、2015年の駅ナンバリング導入による停車駅案内の更新により運転区間から省かれた。なお、2024年以降に更新された車両の方向幕には「区間急行 吉野」の表示が追加されている。
吉野の観桜客のために春の多客期には大阪阿部野橋駅 - 吉野駅間で臨時快速急行を運転することもある。古市駅が特急停車駅（朝晩時間帯のみ）に加わって以降、古市停車の特急と快速急行では停車駅が完全に同一となっており、この場合両種別の違いは使用車両及び全席指定か全席自由席かのみである。ただし、ダイヤの都合で橿原神宮前駅に10分停車する。このため吉野へは定期運転している特急と急行が先着する。
2010年3月19日のダイヤ変更で橿原神宮前駅を始発駅とする吉野線内普通列車は大幅に削減され、2021年7月3日現在平日は吉野口行き1本と壺阪山行き1本、六田行き2本、土休日は六田行き1本が運転されるのみとなった。六田駅には古市検車区六田車庫があるため、深夜には吉野発六田行きが、早朝には六田発吉野行きが運転される。
なお、線路保守工事のため、数年に1回程度の割合で下市口駅 - 吉野駅間が昼間時間帯に運休することがある。運休時間帯は、橿原神宮前方面からの列車は、すべて下市口駅で折り返し運転となり、この区間に奈良交通による代替バスを運行している。

### 終夜運転
大晦日から元旦にかけての終夜運転は、2020年の大晦日（2021年の元日早朝）からは実施されていない。1988年の大晦日（1989年の元日早朝）から2019年の大晦日（2020年の元日早朝）までは行われており、特急は運転されず普通のみが数本運転される形態となっていた。1990年代後半以降は削減傾向となり、年によって異なるが運転間隔が1時間30分 - 3時間となっていた。2000年代後半は、吉野発が0時台を最後に全く運転されないこともあった。

## 車両
南大阪線系統の各形式が使用されており、ワンマン運転を行う列車にはワンマン対応の6419系または6432系が使用されている。

## 歴史
吉野軽便鉄道（のちに吉野鉄道に改称）により、吉野山への行楽輸送のほか、沿線で産出される木材を輸送する目的で建設された。そのため、国有鉄道との貨車直通を考慮して軌間は1067mmを採用した。吉野山の花見シーズンには直接、客車も乗り入れ湊町駅（現在のJR難波駅）から吉野への臨時花見列車も運行された。谷崎潤一郎の『吉野葛』には、軽便鉄道時代の吉野線の様子が記されている。
吉野口駅で今のJR和歌山線と線路がつながっていたが、後には市場のあった桜井市への木材円滑輸送を図るべく、桜井線畝傍駅まで路線を延伸した。その後、大正から昭和に入った頃に、近鉄の直系母体である大阪電気軌道（大軌）は自社の保有する畝傍線（現在の橿原線）の橿原神宮前から延伸して、吉野に至るまでの鉄道敷設免許を収得した。そして、大軌は免許線に並行する吉野鉄道を買収した方が得策と考え、また吉野鉄道も並行線を敷設されれば大きな脅威になると考えたことから、1929年に吉野鉄道は大軌に合併されることになった。
なお、大軌への統合直前に大阪 - 橿原間で大軌と並行路線を有する大阪鉄道（大鉄、現在の南大阪線などを建設）との直通運転が開始されているが、これは大軌の路線が1435mmの標準軌を採用しており直通が不可能であったため、軌間が吉野線と同じであった大鉄とそれを行わせるのが利用客の便を考えると良いとされたからだといわれている。
しかし、大軌では自社線や子会社の奈良電気鉄道からのルートでの吉野へのアクセスを改善すべく、畝傍線と吉野線が接続する（旧）橿原神宮駅から大阪鉄道との接続駅である久米寺駅の間を三線軌条化し、2回の乗り換えが1回で済むように久米寺駅までの電車乗り入れを行ったりもしている。久米寺駅では、吉野方面から来た電車の客を大軌に誘致すべく呼び込みも行われたという。
また、大阪鉄道は吉野線との直通運転開始から間もなくして大軌の傘下に入り、1943年には大軌から名称を変更した関西急行鉄道（関急）に合併された。その前の1939年には橿原神宮拡張工事のため、（旧）橿原神宮前駅と久米寺駅などの統合も行われている。これに伴い、当初から貨物輸送が主体で旅客に関しては大軌・大鉄ルートがメインとなっていた畝傍駅への路線は完全な盲腸線と化し、小房線（おうさせん）という独立線名を有するようになったものの、1945年には橿原線と並行することから旅客営業が廃止され、1952年に全廃された。
2018年5月15日、異なる軌間の路線間を直通運転できるフリーゲージトレインで、京都線の京都駅から橿原線を経て吉野線の吉野駅まで直通運転を行う構想が明らかにされた。2018年6月22日付けで開発推進担当の役員を置き、フリーゲージトレインの開発に着手する予定とされていた。しかし、開発推進担当の役員は翌2019年6月に近鉄の取締役を退任し、後任への引き継ぎが行われた形跡もなく、2021年5月14日に発表された「近鉄グループ中期経営計画2024」にもフリーゲージトレインについて記載がなくなっている。2022年5月に開催された「鉄道技術展」にはフリーゲージトレインの展示があり、開発意向が明らかにされたものの、依然として本路線に導入するかは不明瞭のままである。

### 年表
- 1910年（明治43年）9月5日：吉野軽便鉄道に対し鉄道免許状下付（吉野口-北六田間）[5]
- 1912年（大正元年）10月25日：吉野軽便鉄道が吉野口駅 - 吉野駅（現在の六田駅）間を開業[6]。
- 1913年（大正2年）5月31日：吉野鉄道に社名変更。
- 1920年（大正9年）5月14日：鉄道免許状下付（高市郡八木町-南葛木郡葛村間）[7]
- 1922年（大正11年）4月20日：鉄道免許状下付（吉野郡大淀町-同郡上市町間 動力電気）[8]。
- 1923年（大正12年）
  - 2月17日：鉄道免許状下付（吉野郡大淀町-同郡吉野村間 動力電気）[9]（1926年5月18日起業廃止許可）[10]
  - 12月5日：（旧）橿原神宮前駅 - 吉野口駅間が開業[11]。全線電化。大軌畝傍線（現在の近鉄橿原線）と連絡。
- 1924年（大正13年）
  - 2月7日：薬水駅開業[12]。
  - 7月5日：吉野登山電気軌道保有の軌道敷設権（吉野郡吉野村六田-同村大字吉野山間）[13] を移転[14]
  - 5月11日 福神駅開業[15]。
  - 11月1日：畝傍駅 - （旧）橿原神宮前駅間が開業[16]。
- 1926年（大正15年）5月18日：鉄道起業目論見変更（吉野郡大淀町-同郡吉野村間）[10]
- 1927年（昭和2年）7月1日：越部駅開業。
- 1928年（昭和3年）
  - 3月25日：六田駅 - 吉野駅間が開業し全通[17]。これまでの吉野駅を六田駅に改称。
  - 10月15日：畝傍駅 - （旧）橿原神宮前駅間に小房駅開業。
- 1929年（昭和4年）
  - 3月29日：久米寺駅（現在の橿原神宮前駅）開業。この日同駅まで開業した大阪鉄道（現在の近鉄南大阪線）との直通運転を開始。
  - 3月31日：橘寺駅・大阿太駅開業。
  - 8月1日：大阪電気軌道が吉野鉄道を合併[18]。畝傍駅 - 吉野駅間を吉野線とする。
- 1930年（昭和5年）7月10日：（旧）橿原神宮前駅 - 久米寺駅間を三線軌条化し、畝傍線の電車が乗り入れ開始。
- 1939年（昭和14年）
  - 3月1日：小房駅 - （旧）橿原神宮前駅間を廃止し、小房駅 - 橿原神宮駅駅（現在の橿原神宮前駅）間の新線開業。
  - 7月28日：（旧）橿原神宮前駅 - 久米寺駅間を廃止。
- 1940年（昭和15年）4月1日：久米寺駅を橿原神宮駅駅に統合。
- 1941年（昭和16年）6月：畝傍駅 - 橿原神宮駅駅（現在の橿原神宮前駅）間を小房線と改称。
- 1945年（昭和20年）6月1日：小房線が旅客営業休止し貨物通過利用のみとなる[19]。
- 1950年（昭和25年）7月1日：小房線が休止。
- 1952年（昭和27年）9月1日：小房線が廃止。
- 1965年（昭和40年）3月18日：大阪阿部野橋駅 - 吉野駅間に特急運転開始。
- 1968年（昭和43年）9月26日：自動列車停止装置 (ATS) 使用開始。
- 1970年（昭和45年）
  - 3月1日：橿原神宮駅駅を橿原神宮前駅に改称。
  - 8月1日：橘寺駅を飛鳥駅に改称。
- 1984年（昭和59年）2月1日：貨物営業廃止。
- 1989年（平成元年）5月18日：特急の停車駅に吉野口駅を追加。
- 1990年（平成2年）3月15日：26000系（さくらライナー）の営業運転開始[20]。吉野特急の30分間隔運転開始。特急の停車駅に飛鳥駅・壺阪山駅を追加。
- 1996年（平成8年）
  - 6月1日：16400系 (ACE) の営業運転開始[21]。
  - 10月4日：橿原神宮前駅 - 吉野口駅間で一部列車のワンマン運転開始[22]。
- 1998年（平成10年）3月17日：飛鳥駅が単線ホームから2面2線の列車交換可能駅となり、岡寺駅での2列車対向待ちが解消される。
- 1999年（平成11年）3月16日：特急の停車駅に福神駅・六田駅を追加。大阪阿部野橋駅から吉野線内各駅への特急料金を距離に関わらず500円に値下げ。
- 2001年（平成13年）
  - 2月1日：橿原神宮前駅における「途中下車指定駅」の制度が廃止。
  - 9月1日：列車運行管理システム（吉野線CTC）の稼動開始。これにより、吉野線全線の信号扱いが橿原神宮前駅からの集中制御となる。
- 2002年（平成14年）10月：6820系（シリーズ21）の営業運転開始。
- 2007年（平成19年）4月1日：各駅でPiTaPa・ICOCAの取り扱い開始。
- 2010年（平成22年）6月19日：16600系 (Ace) が営業運転開始[23]。
- 2011年（平成23年）10月1日：従来の薬水駅に加えて、市尾駅・葛駅・大阿太駅・越部駅の4駅が終日無人駅となる[24]。
- 2012年（平成24年）12月21日：岡寺駅が終日無人駅となる。これにより、線内の特急通過駅は全て無人駅となる。
- 2016年（平成28年）9月10日：吉野特急で16200系による観光特急「青の交響曲」が運転を開始[25]。
- 2021年（令和3年）1月6日：特急停車駅である飛鳥駅・福神駅・大和上市駅・吉野神宮駅の4駅を無人駅とする[26]。
- 2022年（令和4年）4月23日：吉野口駅 - 吉野駅間でも一部普通列車のワンマン運転を開始し、ワンマン運転区間を吉野線全線に拡大[27]。

## 駅一覧
- 全駅奈良県内に所在。
- ●：全列車停車、｜：全列車通過
- 急行・準急・普通はすべての列車が各駅に停車（表中省略）。
- 快速急行は春の行楽期に桜の開花に合わせて、臨時列車として運転。
- 特急は「近鉄特急」を参照。
- 線路（全線単線） … ◇・∨・∧：列車交換可能、｜：列車交換不可

| 駅番号 | 駅名                              | 駅間 キロ | 営業 キロ | 快速急行 | 接続路線                                                             | 線路 | 所在地 | 所在地   |
| ------ | --------------------------------- | --------- | --------- | -------- | -------------------------------------------------------------------- | ---- | ------ | -------- |
| F42    | 橿原神宮前駅                      | -         | 0.0       | ●        | 近畿日本鉄道：F 南大阪線（大阪阿部野橋まで直通運転）・B 橿原線 (B42) | ∨    | 橿原市 | 橿原市   |
| F43    | 岡寺駅                            | 1.1       | 1.1       | ｜       |                                                                      | ◇    | 橿原市 | 橿原市   |
| F44    | 飛鳥駅                            | 1.1       | 2.2       | ●        |                                                                      | ◇    | 高市郡 | 明日香村 |
| F45    | 壺阪山駅                          | 1.7       | 3.9       | ●        |                                                                      | ◇    | 高市郡 | 高取町   |
| F46    | 市尾駅                            | 2.1       | 6.0       | ｜       |                                                                      | ◇    | 高市郡 | 高取町   |
| F47    | 葛駅                              | 1.9       | 7.9       | ｜       |                                                                      | ｜   | 御所市 | 御所市   |
| F48    | 吉野口駅                          | 1.6       | 9.5       | ●        | 西日本旅客鉄道： 和歌山線                                            | ◇    | 御所市 | 御所市   |
| F49    | 薬水駅                            | 1.7       | 11.2      | ｜       |                                                                      | ｜   | 吉野郡 | 大淀町   |
| F50    | 福神駅 （花吉野ガーデンヒルズ前） | 1.6       | 12.8      | ●        |                                                                      | ◇    | 吉野郡 | 大淀町   |
| F51    | 大阿太駅                          | 1.8       | 14.6      | ｜       |                                                                      | ◇    | 吉野郡 | 大淀町   |
| F52    | 下市口駅                          | 2.4       | 17.0      | ●        |                                                                      | ◇    | 吉野郡 | 大淀町   |
| F53    | 越部駅                            | 1.7       | 18.7      | ｜       |                                                                      | ◇    | 吉野郡 | 大淀町   |
| F54    | 六田駅                            | 2.0       | 20.7      | ●        |                                                                      | ◇    | 吉野郡 | 大淀町   |
| F55    | 大和上市駅                        | 2.2       | 22.9      | ●        |                                                                      | ｜   | 吉野郡 | 吉野町   |
| F56    | 吉野神宮駅                        | 0.8       | 23.7      | ●        |                                                                      | ◇    | 吉野郡 | 吉野町   |
| F57    | 吉野駅                            | 1.5       | 25.2      | ●        | 吉野大峯ケーブル自動車：吉野ロープウェイ…千本口駅                    | ∧    | 吉野郡 | 吉野町   |

- 葛駅・薬水駅・大和上市駅は列車交換ができない単線ホームとなっているが、大和上市駅は近鉄全線で唯一「単線ホームの特急停車駅」となっている。なお、1990年（平成2年）3月15日に特急が停車するようになった飛鳥駅も列車交換ができない駅だったが、1998年（平成10年）3月17日のダイヤ変更より交換可能駅となった。
- 飛鳥駅は、近鉄はもとより、全国の大手私鉄で唯一「村」にある駅（かつ特急停車駅）である[28]。

### 廃止区間
1939年まで
畝傍駅 - 小房駅 - （旧）橿原神宮前駅 - 久米寺駅
- 橿原神宮前駅 - 久米寺駅間に大軌畝傍線が三線軌条で乗り入れ。

1939年以後（1941年より小房線）
畝傍駅 - 小房駅 - 畝傍御陵前駅 - 橿原神宮前駅
- 畝傍御陵前駅 - 橿原神宮前駅間は橿原線と並列。

## 主要駅の乗降客数
2015年11月10日調査による主要駅の乗降者数は次の通り。
- 橿原神宮前 18,862人
- 飛鳥 2,363人
- 壺阪山 1,224人
- 吉野口 1,357人
- 福神 1,669人
- 下市口 2,814人
- 六田 788人
- 大和上市 580人
- 吉野神宮 462人
- 吉野 449人